# حارة الملة (ذمار)

تعديل مصدري - تعديل

حارة الملة هي إحدى حارات مدينة ذمار التابعة لمحافظة ذمار، بلغ تعداد سكانها 1,996 نسمة حسب تعداد اليمن لعام 2004.